# Terreur (film, 1924)
Pour plus de détails, voir Fiche technique et Distribution.
Terreur est un film français réalisé par Edward José et Gérard Bourgeois, sorti en 1924.

## Fiche technique

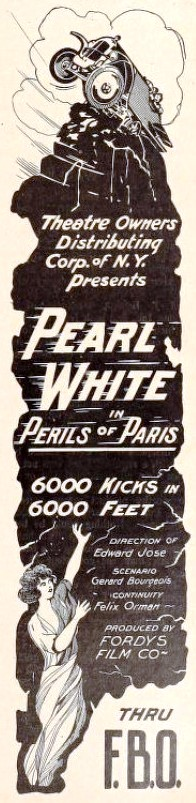
Affiche américaine du film

- Réalisation : Edward José et Gérard Bourgeois
- Scénario : 	Gérard Bourgeois
- Photographie : Raymond Agnel, Jacques Bizeul
- Production : Société française des Films Fordys[1]
- Distribution : Etablissements E. Giraud
- Durée : 74 minutes (7 bobines)[2].
- Date de sortie : 2 mai 1924 (France)
- Titre américain : The Perils of Paris

## Distribution
- Pearl White : Hélène Lorfeuil
- Henri Baudin : Lorfeuil
- Robert Lee : Roger Durand
- Hugues Mitchell : Prince de Mesnevil
- Arlette Marchal  : Madame Gauthier
- Paul Vermoyal : Erdmann
- Marcel Vibert  : Duc de Morailles
- Raoul Paoli : Prof. d'éducation physique
- Émile Piotte  : Dr. Rafaël
- Martial Verdellet : Secrétaire du professeur
- Huguette Delacroix  : Madame Durand, mère
- Renée Gerville : la soubrette
- Jean-François Martial : le domestique